# Виксне, Янис Арвидович
Янис Арвидович Виксне (латыш. Jānis Vīksne; род. 18 сентября 1936, Рига, Латвия — 13 февраля 2015) — советский и латвийский орнитолог, доктор биологических наук, профессор биологического института Латвийского университета (с 1993 года), академик (действительный член) Академии наук Латвии. Офицер ордена Трёх звезд (2013).
Руководитель орнитологической лаборатории Института биологии Латвийского университета. Член Международного орнитологического комитета. Руководитель кафедры орнитологии Института биологии. Основатель и первый президент Латвийского орнитологического общества (1985—2008). Вице-президент Латвийского фонда природы (1992 год). 
Автор многих статей и книг о природе Латвии, её водно-болотных угодьях и необходимости их охраны. Янис Виксне был автором многих коллективных монографий по водоплавающим птицам.
Образование:
- В 1968 году окончил Эстонскую академию наук
- В 1960 Латвийский университет.
- Кандидат наук (СССР), Доктор наук (Латвия)

## Награды и звания
- 1998 — почетный член Эстонского орнитологического общества.
- 2005 — Рижская награда — 2005 («Rīgas balva — 2005»)
- 2005 — Действительный член, Латвийская академия наук, 2005
- 2008 — почетный член Латвийского орнитологического общества.
- 2013 — Офицер ордена Трёх звезд
- 2014 — звание emeritus

## Избранные публикации
- Птицы Латвии. Территориальное размещение и численность / Ред.: Я. Виксне. — Рига: Зинатне, 1983. — 224 с.
- Птицы СССР. Чайковые / В. О. Авданин, Я. А. Виксне, В. А. Зубакин и др.; Отв. редактор В. Д. Ильичёв, В. А. Зубакин и др. — М., Наука, 1988. — 414 с.
- Популяционная экология мигрирующих уток в Латвии / Х. А. Михельсон, А. А. Меднис, П. Н. Блум; Под ред. Я. А. Виксне. — Рига, Зинатне, 1986. — 109 с.
- Атлас гнездящихся птиц Латвии 1980—1984 гг. / Я. Приедниекс, М. Страздс, А. Страздс, А. Петриньш; Ред. Я. Виксне. — Рига, Зинатне, 1989. — 352 с.
- Švažas S., Vīksne J., Kuresoo A., Kozulin A. (Compilers). The Garganey and Shoveler in the Baltic States and Belarus. — Vilnius: OMPO Special publication, 2003. — 89 p.
- Vīksne J., Mednis A., Janaus M., Stīpniece A. Changes in the breeding bird fauna, waterbird populations in particular, on Lake Engure (Latvia) over the last 50 years // Acta Zoologica Lituanica. — 2005. — Vol. 15, № 2. — P. 188—194.
- Atlas of duck populations in Eastern Europe / Janis Viksne ... [et al.]. — Vilnius, Lithuania: OMPO Vilnius, 2010. — 200 р.